# Хомутов Денис Олександрович
Денис Олександрович Хомутов (нар. 7 серпня 1979, Донецьк, УРСР) — український футболіст та тренер, виступав на позиції півзахисника.

## Кар'єра гравця
Вихованець донецького Училища олімпійського резерву. У 1995 році підписав перший професіональний контракт з донецьким «Шахтарем». Проте за першу команду «гірників» не виступав, грав же за другу команду «Шахтаря». У 2000 році перейшов до «Поліграфтехніки», за яку дебютував 28 липня 2000 року в переможному (2:1) виїзному поєдинку 2-о туру Першої ліги проти дніпропетровського «Дніпра-2». Денис вийшов на поле на 63-й хвилині, замінивши Олега Жиліна. Дебютним голом за олександрійську команду відзначився 11 серпня 2000 року на 50-й хвилині переможного (1:0) виїзного поєдинку 4-о туру Першої ліги проти луцької «Волині». Хомутов вийшов на поле на 30-й хвилині, замінивши Володимира Сєрікова. За пвітора сезони, проведених у «Поліграфтехніці» в чемпіонатах України зіграв 33 матчі та відзначився 2-а голами, ще 4 поєдинки провів у кубку України. У середині липня 2001 року був орендований першоліговою кіровоградською «Зіркою», за яку в чемпіонаті України до кінця цього ж місяця зіграв 3 матчі та відзначився 1 голом. 
У 2002 році повернувся до «Шахтаря», але, як і минулого разу, за першу команду донечан не виступав. Натомість грав за другу команду «гірників», а в 2002 році провів 1 поєдинок за третю команду «Шахтаря». Наступного року повернувся до «Зірки», яка виступала у Вищій лізі. За кіровоградський колектив у чемпіонаті України провів 1 поєдинок, ще 1 матч зіграв у кубку України. Потім виступав у вінницькій «Ниві». З 2004 по 2006 рік виступав у клубах «Сталь» (Алчевськ), «Олімпік» (Донецьк) та «Спартак» (Суми). У 2006 році повертається до «Олімпіка», де протягом трьох сезонів був одним з основних гравців донецького колективу. У 2010 році залишив «Олімпік», з того часу й до 2013 року виступав в донецьких аматорських клубах «УСК-Рубін» та «Орлайн». Останнім клубом у кар'єрі гравця для Дениса стала аматорська білоцерківська «Зміна».

## Кар'єра тренера
Ще будучи футболістом у 2012 році поєднував функції головного тренера та гравця в аматорському клубі «УСК-Рубін» (Донецьк). З 2013 по жовтень 2014 року працював у ДЮСШ «Олімпік» (Донецьк). У липні 2014 року отримав запрошення від тренерського штабу донецького «Олімпіка». 20 серпня 2017 року був призначений на посаду головного тренера ФК «Гагра».

## Досягнення
- Перша ліга чемпіонату України
  -  Чемпіон (1): 2004/05

- Друга ліга чемпіонату України
  -  Чемпіон (1): 1997/98 (Друга ліга)
  -  Бронзовий призер (1): 2000/01

## Сім'я
Має сина, Владислава, який також став професіональним футболістом.